# 函館市銃撃戦
函館市銃撃戦（はこだてしじゅうげきせん）は、2007年（平成19年）9月10日、韓国籍の暴力団組員の男（52歳）が拳銃を突きつけて乗用車を強奪し、北海道函館市昭和町のJR函館駅近くの道路上で、追跡中のパトロールカーに向け少なくとも拳銃3発を発砲、警察官が威嚇を含め拳銃5発を発砲して犯人を射殺した事件である。

## 概要
2007年9月10日午後10時ごろ、北海道七飯町西大沼の函館大沼プリンスホテル前の道路上で、犯人の男は同ホテルへ出入りしている業者（女性）に「函館まで遠いの」「車借りるぞ」と言い、無言で拳銃を突きつけて乗用車を強奪し函館方面へ逃走した。車内には売上金などの現金約10万円が入っていた。ホテルの従業員から110番通報を受けた北海道警察は強盗事件として緊急手配し、捜査を開始した。
翌11日午前0時ごろ、函館市昭和町でパトカーが道道を100km/h超の猛スピードで走行している車両を発見し停止を求めた。男は道道沿いの河川敷にある空き地に逃げこみ、追跡していたパトカーの運転席に向け突如拳銃2発を発砲、1発が警部補の右腕を貫通した。同乗していた巡査部長が車外に出て3発威嚇射撃しさらに2発発射、男の背中と腹部に命中した。
男は殺人未遂の現行犯で逮捕、函館市内の病院に搬送されたが、午前1時20分、搬送先の病院で死亡した。遺体からは覚せい剤反応が検出され、使用した痕跡も見つかった。発砲した拳銃はトカレフであった。調べにより、男は韓国籍を持つ長野県佐久市在住の住吉会系暴力団組員と見られ、通名・本名ともに報道された。

## 被疑者の足取り
2007年9月9日午後6時ごろ、同一人物と見られる男がJR南千歳駅からタクシーに乗車し、午後9時ごろJR函館駅に到着した。千歳市のタクシー会社によると、男は運転手に「佐久（長野県佐久市）まで行ってくれ」「自分は韓国籍だ」と話かけ、刑務所での経験を語り「シャブをやっている」「刑務所に入りたくないから警察に捕まったら銃撃戦だ」などと話したという。
9月10日午前8時20分過ぎ、JR函館駅のホームで乗客が拳銃らしいものを突きつけられ「列車に乗れ」と脅した事件が発生していた。JR職員は北海道旅客鉄道函館支社を通じて北海道警察函館方面本部鉄道警察隊に連絡するとともに、JR職員らが駆けつけ付近を捜したが被疑者は見つからなかった。同日9時35分ごろ、JR函館駅構内において一般人から「拳銃を持っている男がいる」と函館西警察署函館駅前交番に通報が入り駆けつけて捜査したが、事件発生から1時間以上経過しており、被疑者は見つからなかった。なお、JR職員が午前8時25分ころに容疑者が改札口を抜けて駅の外に出る姿を目撃、タクシーに乗車し七飯町方面に向かったという。北海道警察は、同一人物による犯行と見て捜査を進めている。
函館市銃撃戦の男は、西大沼の函館大沼プリンスホテルに予約なしで、9月10日の午前中に1泊の予定でチェックインを要求し、ホテル従業員と揉めていた。要求通りチェックインした後、部屋で過ごし郵便局員を呼びつけ、日本国内の在日韓国人女性宛に現金200万円を郵送していた。夜はJR函館駅方面までのタクシーを呼び、待っている間に乗用車を強奪し銃撃戦に至る。
北海道では暴力団組織が覚せい剤の密売に深く関与している事が明らかになっており、暴力団関係者の検挙人数と押収量ともに増加している。北海道警察では何らかの取引で北海道に現れた可能性があるとして、拳銃や覚せい剤の入手ルートなどの捜査を進めている。

## 北海道警察への批判
警察官が威嚇射撃をした弾丸の行方について批判されている。銃撃戦があった付近の住民が所有する乗用車の中から警察官が発砲したと見られる弾丸1発が発見され届けられた。また、現場から線路を飛び越え約150m離れた民家の壁から弾丸1発が発見されている。深夜であったことから人通りがほとんどなく住民への被害はまぬがれたが、周辺には北昭和小学校や公園がありその上子供も多く時間帯が昼間だった場合住民への被害も考えられた。
北海道警察の初動捜査と不祥事を併せて批判が行われている。同事件を契機に民主党の鉢呂吉雄衆議院議員は2007年9月13日、衆議院に「警察職員の不祥事に関する質問主意書」を提出、2007年9月26日、臨時国会へ「最近のけん銃発砲事件等の警察捜査に関する質問主意書」を提出した。函館市銃撃戦において、北海道警察は銃撃戦（第二事件）の翌日に拳銃らしきものを持った男がJR函館駅に出現（第一事件）した事に対しての初動捜査について言及した。
質問主意書は次の3項目から構成される。
1. けん銃発砲事件の初動捜査について
2. けん銃摘発対策について
3. 社会保険庁及び市区町村職員の着服事件に関する警察の捜査状況について